# Psychologia osobowości
Psychologia osobowości jest subdziedziną psychologii ogólnej, której przedmiotem badań jest struktura psychiczna człowieka - osobowość, jej rozwój na przestrzeni życia i związek z zachowaniem w szerokim pryzmacie podejść teoretycznych.